# Opius sonja
Opius sonja är en stekelart som beskrevs av Fischer 1968. Opius sonja ingår i släktet Opius och familjen bracksteklar. Inga underarter finns listade i Catalogue of Life.